# Belonopsis filispora
Belonopsis filispora är en svampart som först beskrevs av Mordecai Cubitt Cooke, och fick sitt nu gällande namn av John Axel Nannfeldt 1936. Belonopsis filispora ingår i släktet Belonopsis och familjen Dermateaceae.   Inga underarter finns listade i Catalogue of Life.
I den svenska databasen Dyntaxa används istället namnet Mollisia filispora för samma taxon.  Arten är reproducerande i Sverige.